# Зильт-Ост
Зильт-Ост (нем. Sylt-Ost) — район общины Зильт в Германии, в земле Шлезвиг-Гольштейн.
В период с 1970 по 2008 годы была отдельной общиной. Входила в состав района Северная Фризия. Подчинялась управлению Ландшафт-Зильт. Население составляло 5871 человек (на 31 декабря 2006 года). Занимала площадь 37,97 км². 1 января 2009 года вместе с коммуной Рантум и городом Вестерланд была объединена в новую общину Зильт.
Официальным языком в населённом пункте, помимо немецкого, был севернофризский.